# Reineta de Doroña
Reineta de Doroña es el nombre de una variedad cultivar de manzano (Malus domestica). Esta manzana es originaria de Galicia, está cultivada en la colección de árboles frutales y banco de germoplasma de Mabegondo con el Nº 68; ejemplares procedentes de esquejes localizados en Doroña, lugar situado en la parroquia de Castañeda, del municipio de Arzúa (La Coruña).

## Sinónimos
- "Manzana Reineta de Doroña",[4][5]
- "Maceira Reineta de Doroña".

## Características
El manzano de la variedad 'Reineta de Doroña' tiene un vigor vigoroso. Tamaño grande y porte erguido.
Época de inicio de brotación a partir del 16 de abril y de floración a partir de 7 de mayo.
Las hojas tienen una longitud del limbo de tamaño corto, con la máxima anchura del limbo media. Longitud de las estípulas es media y la máxima anchura de las estípulas es media. Denticulación del borde del limbo es serrado, con la forma del ápice del limbo acuminado y la forma de la base del limbo es cordiforme. Con subestípulas presentes.
Sus flores tienen una longitud de los pétalos corta, anchura de los pétalos es estrecha, disposición de los pétalos libres entre sí, con una longitud del pedúnculo larga.
La variedad de manzana 'Reineta de Doroña' tiene un fruto de tamaño medio, de forma globoso, de color bicolor, con chapa a rayas, e intensidad media. Epidermis de textura suave, con pruina en su superficie y con presencia de cera media. Sensibilidad al "russeting" (pardeamiento áspero superficial que presentan algunas variedades)  muy poco sensible. Con lenticelas de tamaño mediano.
Los sépalos están dispuestos de forma parcialmente replegados, y superpuestos en su base; su fosa calicina poco profunda y de una anchura media. Pedúnculo de grosor medio y de longitud largo, siendo la cavidad peduncular de una profundidad poco profunda y de anchura estrecha. Con pulpa de color blanca, cuya firmeza es firme y textura intermedia; su jugosidad es jugosa con sabor de acidez media, y aromática.
Época de maduración y recolección es el 28 de septiembre. 'Reineta de Doroña' es una manzana que su destino es la conservación de esta variedad en el banco de germoplasma de Mabegondo como reserva genética.

## Susceptibilidades
- Oidio: ataque medio
- Moteado: ataque medio
- Raíces aéreas: no presenta
- Momificado: ataque débil
- Pulgón lanígero: no presenta
- Pulgón verde: ataque medio
- Araña roja: no presenta
- Chancro del manzano: no presenta[3]